# Cory Riecks
Cory Riecks (* 7. November 1988 in Auburn) ist ein US-amerikanischer Volleyballtrainer und ehemaliger Volleyballspieler.

## Karriere
Riecks begann im Jahr 2004 seine Volleyball-Karriere an der Highschool. 2007 kam er an die Pepperdine University. Gleichzeitig wurde er in die Junioren-Nationalmannschaft der Vereinigten Staaten berufen. An der Universität in Malibu trainierte er bei Marv Dunphy.  Mit mehr als tausend „kills“ entwickelte er eine große Erfolgsquote im Angriff. 2011 kam er erstmals nach Europa und unterschrieb einen Vertrag beim deutschen Meister VfB Friedrichshafen, wechselte aber schon im November zum Ligakonkurrenten TV Bühl, wo er bis 2013 spielte. Danach ging er für eine Saison nach Finnland zu Raision Loimu in Raisio. In der Saison 2014/15 trat er für VK Ostrava in der tschechischen ersten Liga an. Er wurde mit der Mannschaft Pokalsieger und als MVP des Pokalturniers ausgezeichnet. 2015 wechselte er nach Spanien zu CV Teruel, wo er die Saison als Vizemeister und Pokalfinalist abschloss. 2016/17 spielte er in Puerto Rico für Caribes de San Sebastián; auch hier wurde er Vizemeister. 2017 unterschrieb er für eine Saison bei Al-Wasl in Dubai, trat den Vertrag aber offenbar nicht an, sondern beendete seine Karriere.
Seit Mai 2018 ist er Assistenztrainer beim Frauenteam der Pacific Tigers, der Universitätsmannschaft der University of the Pacific in Kalifornien.